# Меморіальні та анотаційні дошки і знаки Сіверськодонецька

## Меморіальні дошки

### На честь людей
| Зображення | Кому присвячено, короткі відомості | Адреса                     | Дата встановлення   |
|            | Кірьякову Дмитру Яковичу — керуючому трестом "Сєвєродонецькхімбуд", заслужений будівельник УРСР, першобудівнику, почесному громадянину м. Сєвєродонецька, який проживав у цьому будинку з 1952 р. по 2001 р. Дошка була встановлена 12 серпня 2013 року. | Бульвар Дружби Народів, 31 | 12 серпня 2013 року |
|            | Юрію Пивоварову — відомому конструктору. | Вулиця Пивоварова, 4       |                     |
|            | Пухальському Валентину Іллічу — скульптору, члену Спілки художників України, який мешкав у цьому будинку. Дошка була встановлена 22-23 травня 2012 року, проте офіційно відкрита до урочистостей на день міста.                                          | Бульвар Дружби Народів, 28 | 25 травня 2012 року |
|            | Твердохлєбову Георгію Миколайовичу — педагогу, вченому, засновнику вищої освіту у м. Сєвєродонецьку, кандидату технічних наук, доценту, який працював у цьому вищому навчальному закладі з 1959 по 2005 роки.                                            | Донецька вулиця, 43        |                     |

### Втрачені
| Зображення | Текст | Адреса                    | Дата встановлення   |
|            | На этом месте весной 1934 года был построен первый дом посёлка Лисхимстроя, ныне города Северодонецка. | Бульвар Дружби Народів, 5 |                     |
|            | Пам'ятна дошка встановлена комсомольцями ХХ сторіччя нащадкам у XXI сторіччі. Залишена нащадками навічно. | вул. Пивоварова, 5        | 22 грудня 1976 року |
|            | За перемогу в соціалістичному змаганні і на ознаменування 50-річчя Великого Жовтня Північнодонецький ордена Леніна хімічний комбінат 21 жовтня 1967 року нагороджено пам'ятним прапором центрального комітету КПРС, президії Верховної Ради СРСР, Ради міністрів СРСР та ВЦРПС. Пам'ятний прапор залишено в колективі на вічне зберігання як символ трудової доблесті. | вул. Пивоварова, 5        |                     |
|            | В ознаменування 50-річчя Ленінського комсомолу постановою Ради Міністрів Української РСР № 547 від 25 жовтня 1968 Сєвєродонецькому ордена Леніна хімічному комбінату присвоєно ім'я Ленінського комсомолу. | вул. Пивоварова, 5        |                     |
|            | Екіпажів 2-х танків 18-го танкового корпусу 110-ї танкової бригади, які першими увірвалися 31 січня 1943 року у сел. Лисхімбуд та геройськи загинули визволяючи його від фашистських окупантів. | Вулиця Танкістів, 1       |                     |
|            | Воїнів 41-ї гвардійської стрілецької дивізії, які 31 січня 1943 визволили селище Лісхимбуд (тепер місто Сєвєродонецьк) від німецько-фашистських загарбників. | Центральний проспект, 62  |                     |
|            | Героя СРСР Сметаніна Володимира Сергійовича. | Вулиця Сметаніна, 5       |                     |